# Schweizer Alpine Skimeisterschaften 1968
Die Schweizer Alpinen Skimeisterschaften 1968 fanden vom 1. bis 3. März in Haute-Nendaz im Kanton Wallis statt.

## Herren

### Abfahrt
| Platz | Name                 | Zeit        |
| ----- | -------------------- | ----------- |
| 01    | Jean-Daniel Dätwyler | 1:32,46 min |
| 02    | Josef Minsch         | 1:32,68 min |
| 03    | Kurt Schnider        | 1:32,88 min |
| 04    | Kurt Huggler         | 1:33,17 min |
| 05    | Peter Rohr           | 1:33,20 min |
| 06    | Dumeng Giovanoli     | 1:33,26 min |
| 07    | Edmund Bruggmann     | 1:33,38 min |
| 08    | Stefan Kälin         | 1:33,59 min |
| 09    | Hans Peter Rohr      | 1:34,58 min |
| 10    | Peter Frei           | 1:35,52 min |

### Riesenslalom
| Platz | Name               | Zeit        |
| ----- | ------------------ | ----------- |
| 01    | Dumeng Giovanoli   | 1:38,84 min |
| 02    | Kurt Huggler       | 1:39,47 min |
| 03    | Edmund Bruggmann   | 1:40,58 min |
| 04    | Peter Rohr         | 1:40,78 min |
| 05    | Josef Minsch       | 1:41,64 min |
| 06    | Arnold Alpiger     | 1:43,01 min |
| 07    | Michel Dätwyler    | 1:44,91 min |
| 08    | Walter Tresch      | 1:45,59 min |
| 09    | Engelhard Pargätzi | 1:46,72 min |
| 10    | Hansruedi Müller   | 1:47,24 min |

### Slalom
| Platz | Name                 | Zeit        |
| ----- | -------------------- | ----------- |
| 01    | Dumeng Giovanoli     | 1:33,64 min |
| 02    | Peter Frei           | 1:34,91 min |
| 03    | Jean-Daniel Dätwyler | 1:38,17 min |
| 04    | Peter Rohr           | 1:39,10 min |
| 05    | Josef Minsch         | 1:39,31 min |
| 06    | Kurt Schnider        | 1:39,97 min |
| 07    | Edmund Bruggmann     | 1:40,36 min |
| 08    | Arnold Alpiger       | 1:41,41 min |
| 09    | Heini Hemmi          | 1:45,36 min |
| 10    | Engelhard Pargätzi   | 1:46,41 min |

### Kombination
Die Kombination wurde über eine Punktewertung aus den Ergebnissen von Abfahrt, Riesenslalom und Slalom berechnet.
| Platz | Name               | Punkte    |
| ----- | ------------------ | --------- |
| 01    | Dumeng Giovanoli   | 12 733,70 |
| 02    | Peter Rohr         | 12 969,80 |
| 03    | Josef Minsch       | 12 985,40 |
| 04    | Edmund Bruggmann   | 13 009,00 |
| 05    | Arnold Alpiger     | 13 213,10 |
| 06    | Walter Tresch      | 13 545,50 |
| 07    | Marco Fümm         | 13 611,30 |
| 08    | Pablito Choffat    | 13 790,20 |
| 09    | Kurt Pargätzi      | 13 820,80 |
| 10    | Jean-Pierre Besson | 13 945,10 |

## Damen

### Abfahrt
| Platz | Name               | Zeit        |
| ----- | ------------------ | ----------- |
| 01    | Annerösli Zryd     | 1:34,71 min |
| 02    | Madeleine Wuilloud | 1:36,74 min |
| 03    | Fernande Bochatay  | 1:36,92 min |
| 04    | Hedi Schillig      | 1:38,46 min |
| 05    | Rita Hug           | 1:39,45 min |
| 06    | Käthi Bühler       | 1:39,53 min |
| 07    | Michèle Rubli      | 1:40,12 min |
| 08    | Rita Good          | 1:40,42 min |
| 09    | Cathy Cuche        | 1:40,83 min |
| 10    | Silvia Sutter      | 1:40,97 min |

### Riesenslalom
| Platz | Name                 | Zeit        |
| ----- | -------------------- | ----------- |
| 01    | Fernande Bochatay    | 1:32,32 min |
| 02    | Annerösli Zryd       | 1:34,17 min |
| 03    | Isabelle Girard      | 1:34,52 min |
| 04    | Madeleine Wuilloud   | 1:35,48 min |
| 05    | Martine Lugrin       | 1:37,76 min |
| 06    | Edith Hiltbrand      | 1:38,27 min |
| 07    | Hedi Schillig        | 1:38,97 min |
| 08    | Micheline Hostettler | 1:39,00 min |
| 09    | Ruth Preisig         | 1:40,10 min |
| 10    | Francine Moret       | 1:40,11 min |

### Slalom
| Platz | Name                 | Zeit        |
| ----- | -------------------- | ----------- |
| 01    | Fernande Bochatay    | 1:04,88 min |
| 02    | Cathy Cuche          | 1:06,48 min |
| 03    | Rita Good            | 1:08,16 min |
| 04    | Rita Hug             | 1:08,32 min |
| 05    | Madeleine Wuilloud   | 1:08,40 min |
| 06    | Micheline Hostettler | 1:10,87 min |
| 07    | Hedi Schillig        | 1:10,90 min |
| 08    | Gret Hefti           | 1:12,50 min |
| 09    | Michèle Rubli        | 1:12,97 min |
| 10    | Ruth Leuthard        | 1:13,63 min |

### Kombination
Die Kombination wurde über eine Punktewertung aus den Ergebnissen von Abfahrt, Riesenslalom und Slalom berechnet.
| Platz | Name                 | Punkte    |
| ----- | -------------------- | --------- |
| 01    | Fernande Bochatay    | 11 493,60 |
| 02    | Madeleine Wuilloud   | 11 758,20 |
| 03    | Cathy Cuche          | 11 972,60 |
| 04    | Rita Good            | 12 029,10 |
| 05    | Hedi Schillig        | 12 037,80 |
| 06    | Rita Hug             | 12 051,80 |
| 07    | Micheline Hostettler | 12 183,30 |
| 08    | Michèle Rubli        | 12 231,10 |
| 09    | Käthi Bühler         | 12 352,70 |
| 10    | Ruth Preisig         | 12 404,80 |